# Gabriel Carvalho
Gabriel Carvalho Teixeira (Porto Alegre, 17 agosto 2007) è un calciatore brasiliano, centrocampista dell'Al-Qadisiya.

## Carriera

### Club

#### Giovanili in Brasile e debutto con l'Internacional
Carvalho è cresciuto nel settore giovanile dell'Internacional, con cui ha firmato il primo contratto professionistico il 25 agosto 2023.
Ha debuttato in prima squadra il 16 giugno 2024 nell'incontro di Série A perso 2-1 contro il Vitória.

#### Al Qadsiah
Il 17 agosto 2025 diventa ufficiale l'accordo con l' Al-Qadisiya per il trasferimento sulla base di 15 milioni di euro.

## Statistiche
Statistiche aggiornate al 15 agosto 2024.

### Presenze e reti nei club
| Stagione        | Squadra         | Campionato      | Campionato | Campionato | Coppe nazionali | Coppe nazionali | Coppe nazionali | Coppe continentali | Coppe continentali | Coppe continentali | Altre coppe | Altre coppe | Altre coppe | Totale | Totale | Totale |
| Stagione        | Squadra         | Comp            | Pres       | Reti       | Comp            | Pres            | Reti            | Comp               | Pres               | Reti               | Comp        | Pres        | Reti        | Pres   | Reti   |        |
| --------------- | --------------- | --------------- | ---------- | ---------- | --------------- | --------------- | --------------- | ------------------ | ------------------ | ------------------ | ----------- | ----------- | ----------- | ------ | ------ | ------ |
| 2024            | Internacional   | PD/RS+A         | 0+5        | 0          | CB              | 1               | 0               | CS                 | 1                  | 0                  |             | -           | -           | 7      | 0      |        |
| Totale carriera | Totale carriera | Totale carriera | 5          | 0          |                 | 1               | 0               |                    | 1                  | 0                  |             | -           | -           | 7      | 0      |        |

## Palmarès
- Campionato Gaúcho: 1

Internacional: 2025